# Impatiens mishmiensis
Impatiens mishmiensis är en balsaminväxtart som beskrevs av Joseph Dalton Hooker. Impatiens mishmiensis ingår i släktet balsaminer, och familjen balsaminväxter. Inga underarter finns listade i Catalogue of Life.